# Skallertaggstjärt
Skallertaggstjärt (Synallaxis macconnelli) är en fågel i familjen ugnfåglar inom ordningen tättingar.

## Utseende och läte
Skallertaggstjärten är en långstjärtad sparvstor fågel med mörk fjäderdräkt. Den är mestadels mörkgrå, med bjärt rostrött på vingar och hjässa. Lätet som gett arten dess namn hörs bara på nära håll och består av en låg och sträv ton som upprepas oregelbundet, ofta uppsnabbat till ett skallrande ljud. Blekbröstad taggstjärt är lik, men skallertaggstjärten är mycket mörkare och hittas i mer beskogade områden.

## Utbredning och systematik
Fågeln förekommer i tepuis i södra Venezuela, intill Brasilien, Guyana och Surinam. Den behandlas antingen som monotypisk eller delas in i två underarter med följande utbredning:
- Synallaxis macconnelli macconnelli – förekommer i södra Venezuela och norra Brasilien
- Synallaxis macconnelli obscurior – förekommer i Surinam, Franska Guyana och nordöstra Brasilien

## Levnadssätt
Skallertaggstjärten är en ovanlig och fläckvist förekommande art på bergssluttningar och i låglänta skogar. Den hittas ofta nära stora klippformationer och i äldre, mer ostörda delar av regnskog. Fågeln håller sig lågt nära marken och rör sig sällan ut ur den täta växtligheten. Den påträffas i par eller små familjegrupper som födosöker försynt efter insekter. Olikt många andra fåglar i regnskogen slår den inte följe med kringvandrande artblandade flockar.

## Status och hot
Arten har ett stort utbredningsområde, men tros minska i antal, dock inte tillräckligt kraftigt för att den ska betraktas som hotad. Internationella naturvårdsunionen IUCN listar arten som livskraftig (LC).

## Namn
Fågelns vetenskapliga artnamn hedrar Frederick Vavasour McConnell (1868-1914), engelsk kringresande och samlare av specimen. Tidigare kallades den McConnells taggstjärt även på svenska, men justerades 2023 till ett enklare och mer informativt namn av BirdLife Sveriges taxonomikommitté.